# Рим и Йерусалим
„Рим и Йерусалим. Последният национален въпрос“ (на немски: Rom und Jerusalem, die Letzte Nationalitätsfrage) е есеистично изследване на Мозес Хес с което се слага началото на ционисткото движение. Авторът социалист предлага евреите да се завърнат в Ерец Израел и на социалистически принцип да обработват посредством кибуците древната си земя в тогавашна Палестина.
Концептуално Хес обосновава проекта си на съждението, че евреите винаги ще останат чужди на европейските народи, които може да им дадат равни права от съображения за хуманност и справедливост, но не биха се отнасяли към тях с уважение, ако те не създадат своя национална държава. Той отхвърля разпространения сред германските евреи по това време възглед за интеграцията на еврейската общност в европейското общество и се застъпва за запазване на еврейската идентичност.